# 542

## Decese
- dată necunoscută: Vitiges  (n. ?)
- dată necunoscută: Tribonian jurist antic (n. 475)